# Love One Another
«Love One Another» (en español: «Amor de unos a otros») es el tercer y último sencillo para América de la cantante y actriz Cher, de su vigésimo quinto álbum de estudio, titulado Living Proof. Este fue lanzado en 2003, a través de Warner Bros. Records y Wea.

## Información general
“Love One Another” fue originalmente grabada por la cantante neerlandesa Amber, para su álbum homónimo lanzado en 1999. 
En el año 2001, Cher hizo su propia versión para Living Proof; álbum que fue considerado hasta 2008 como la última producción de la cantante estadounidense.
En 2003, “Love One Another” y “When the Money's Gone” fueron lanzados como últimos sencillos para América. Aunque “When the Money's Gone” consiguió llegar al puesto número uno de la lista Hot Dance Club Play de Billboard, “Love One Another” no lo consiguió. Logró competir en para los Premios Grammy, en la categoría de "Mejor grabación bailable" pero no resultó ganadora. 
En 2004, Cher interpretó “Love One Another" durante la temporada europea de su gira de despedida Living Proof: The Farewell Tour.

## Formatos y listas de canciones del sencillo
El sencillo fue lanzado en América en las siguientes presentaciones:
Disco de Vinilo de 12" pulgadas para EE.UU. (Catálogo: 9362 42496-0)
- A1. «When the Money's Gone» (Brother Brown H&H Vocal Mix)
- A2. «When the Money's Gone» (Thick Dick Vs. Cher Bootleg Mix)
- B.  «When the Money's Gone» (The Passengerz Hypnotic Club Mix)
- C.  «Love One Another» (Eddie Baez Club Mix)
- D.  «Love One Another» (J Star Club Mix)

Sencillo para EE.UU. (Catálogo: 9 42496-2)
1. «When the Money's Gone» (Brother Brown H&H Vocal Mix)
2. «When the Money's Gone» (The Passengerz Club Mix)
3. «When the Money's Gone» (Thick Dick vs. Cher Bootleg Mix)
4. «When the Money's Gone» (Manny Lehman Vocal Mix)
5. «When the Money's Gone» (Brother Brown Dynamo Mix)
6. «Love One Another» (Eddie Baez Club Mix)
7. «Love One Another» (J Star Club Mix)
8. «Love One Another» (Friscia & Lamboy Club Mix)

## Listas de popilaridad
| Lista (2003)                              | Posición más alta |
| ----------------------------------------- | ----------------- |
| EE. UU. Billboard Hot 100 Singles Sales   | 7                 |
| EE. UU. Billboard Hot Dance Singles Sales | 2                 |